# コリチューギノ
座標: 北緯56度18分 東経39度23分 / 北緯56.300度 東経39.383度

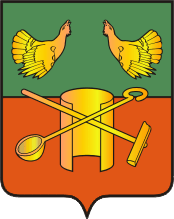
コリチューギノの紋章

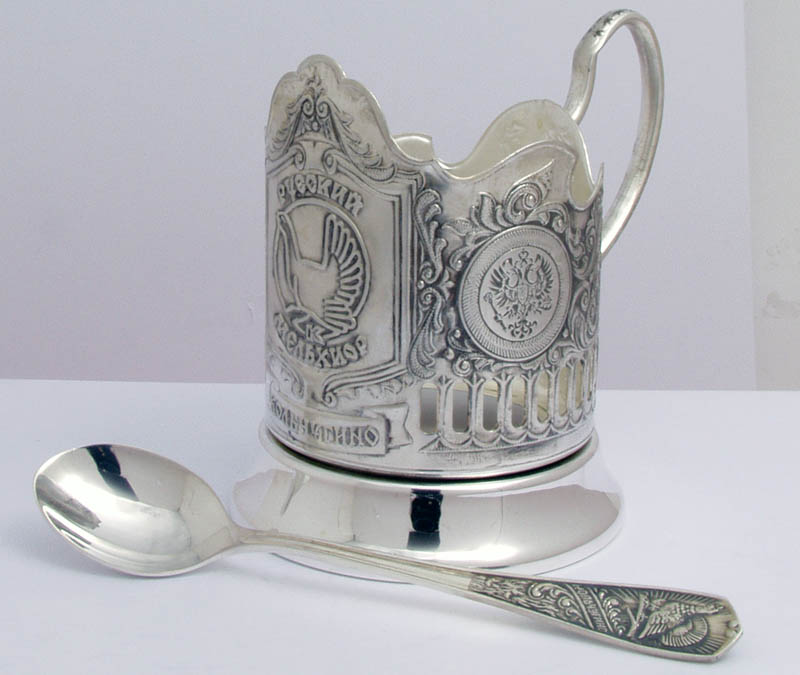
ガラスコップを入れる金属製ホルダー、パドスタカニク。コリチューギノの JSC TH "Kolchug-Mizar" 社で製造されたもの

コリチューギノ（ロシア語: Кольчу́гино；英語: Kolchugino）は、ロシア連邦ヴラジーミル州の都市。人口は3万9410人（2021年）。首都モスクワと州都ウラジーミルの間にあり、ウラジーミルからは北西へ74km。クリャージマ川の支流ペクシャー川沿いに位置する。
コリチューギノは、モスクワの実業家A.G.コリチューギンの所有する工場（銅の焼きなましとワイヤ製造を行う）の隣に1871年につくられた集落を前身とする。地名は工場主の名にちなんでいる。1931年に市に昇格した。
コリチューギノは今日でも、アレクサンドル・コリチューギンが設立した食器工場でその名を知られている。ロシアで使われる、お茶を入れたガラスコップを入れる取っ手付きの金属製ホルダー（柄付きのコップ受け、ポトスタカーンニク、подстаканник）は、ほとんどがこの町で製造されている。